# Amerikai angol nyelv
Az angol nyelvnek az Egyesült Államokban beszélt változatát amerikai angolnak hívjuk. Jelenleg az amerikai angolnak mintegy negyedmilliárd anyanyelvi beszélője van, így messze ez a legszélesebb körben beszélt angol nyelvváltozat. A brit angoltól való eltérések átfogóan minimálisak, de van annyi különbség, ami még az anyanyelvi beszélők körében is félreértést okozhat.

## Történet

### A gyarmati időszak
Az első amerikai várost, Jamestownt 1607-ben alapították az első telepesek, akik anyanyelvi beszélői voltak az akkori brit angolnak. Az Afrikából behozott rabszolgák azonban nagyrészt nem értettek angolul, csak egy-két, számukra fontos utasítást. Az ebből kifolyó nyelvi változások miatt ez az időszak a nyelvészetileg legfontosabb.
Később, amint az indián nyelvekkel kapcsolatba kerültek a telepesek, új szavak jöttek be az angol nyelvbe: szerszámnevek, az indián kultúrából képzett kifejezések, sőt még az államok mai neveinek egy része is indián eredetű.
Ez az időszak a függetlenségi háború kitörésével ér véget, amikor a mai Egyesült Államok területén már több millióan éltek, nagy részük már nem anyanyelvi angol beszélő.

### A nemzeti időszak
A függetlenségi háború győzelme végleg elidegenítette az Egyesült Államokat Nagy-Britanniától, ami még nagyobb teret adott a nyelvi változásoknak. Nagyjából harmincmillió bevándorló érkezett, hogy az Újvilágon keressen szerencsét, nagy részük csak minimális vagy nemlétező nyelvtudással rendelkezett. A bevándorlók nagy része ír és német volt. Az írek a nagy 1840-es évekbeli éhínség miatt, míg a németek a sikertelen 1848-as forradalom miatt hagyták el otthonukat.
Ebben az időszakban tűnt fel Noah Webster, az amerikai angol megteremtője, mondván, hogy az Egyesült Államoknak nemcsak politikailag, hanem nyelvileg és kulturálisan is el kell térnie Nagy-Britanniától.
Ez az időszak az 1800-as évek bezártával ér véget.

### A nemzetközi időszak
Az 1900-as évek kezdetétől számítjuk az amerikai angol harmadik történeti időszakát, amikor a bevándorlás a két világháború közben és közt nagy méreteket öltött. A bevándorlók, akik most már a világ összes tájegységéről jöttek, különböző képzettségűek, vallásúak, és különböző kultúrákat képviseltek. Például 1900 és 1910 között majdnem másfél millió magyar anyanyelvű hagyta el az Osztrák–Magyar Monarchiát.
A spanyol anyanyelvűek bevándorlása volt azonban a legjellemzőbb. Mexikóból, Puerto Ricóból és később Kubából kezdtek el az emberek bevándorolni, főleg az USA déli részére.

## Elterjedtsége
Az amerikai angol anyanyelvi beszélői értelemszerűen elsősorban az Egyesült Államokban élnek, bár az ország határain kívül is él közel kilencmillió amerikai. Ugyanakkor az USA 331 milliós lakosságának jelentős része nem anyanyelvi angol beszélő, hiszen jelentős a bevándorlók száma, de számos született amerikainak is spanyol, francia, vagy valamilyen indián nyelv az anyanyelve. Az Egyesült Államok Népszámlálási Hivatala évenkénti felmérésében nyomon követi az ország nyelvi sokszínűségét, de a kérdőívek arra koncentrálnak, hogy az emberek milyen nyelvet beszélnek otthon. A 2019-es felmérés szerint 241 millió amerikai lakos beszél otthon kizárólag angolul. Ez a szám persze csak közelíti az anyanyelvi beszélők számát, hiszen egyrészt beszámítja azokat az embereket, akiknek nem az angol – vagy éppen nem az amerikai angol – az anyanyelve, de valamilyen okból mégis azt beszéli otthon, másrészt nem számítja be azokat az anyanyelvi angol beszélőket, akik valamilyen okból mégis egy másik nyelvet használnak a családi kommunikációban. Egyéb közelmúltbeli becslések 254 millióra, 256 millióra vagy 225 millióra becslik az amerikai angol anyanyelvi beszélőinek számát.
Összehasonlításképpen a különböző becslések 375-527 millió közé teszik a világ összes angol anyanyelvű beszélőjének számát. Közülük a legtöbbnek az amerikai angol az anyanyelve. Az amerikai angolt közel négyszer annyi anyanyelvi beszélő használja, mint a következő legjelentősebb dialektust, a brit angol nyelvet, és e két nyelvváltozat valamelyikét beszéli az angol anyanyelvűek 75 százaléka.

## Különböző nyelvek behatása az amerikai angolban

### Indián nyelvek
Nagyrészt növény- és állatnevek. Azok a fajok, fajták, amik a gyarmatosítók számára ismeretlenek voltak, nem kaptak új angol elnevezést, hanem az eredeti indián elnevezést használták, időnként némi egyszerűsítéssel. Olyan szavak jöttek létre, mint chipmunk, moose, opposum vagy pecan.
Indián szavak eszközöket is jelölhetnek: kayak (magyarosan kajak). Említésre méltó még, hogy az igloo (magyarosan iglu) is innen származik.
Az indián kultúra nagyrészt politikai kifejezéseket hozott létre, ilyen például a caucus vagy a bury the hatchet kifejezés (vö. „elásni a csatabárdot”).
Földrajzi nevek is jöttek át. Az Egyesült Államokban ma 26 állam nevének van indián eredete (pl. Tennessee, Massachusetts, Dakota). Folyók, tavak, vízesések nevei is gyakran indián eredetűek; ilyen a Mississippi, a Michigan és a Niagara is.

### Francia
A francia nyelvből is jelentős számú szó jött be az amerikai angolba, ilyen például a prairie és olyan földrajzi nevek, mint Des Moines és Baton Rouge. Számos indián eredetű név francia közvetítéssel, a francia helyesírást követve került az amerikai angolba (Illinois, Iroquois, Chicago, Sioux).

### Spanyol
A spanyol nyelvnek a hatása nagyrészt növényneveknél és halfajtáknál látható: marijuana, tomato, mesquite és yucca. Az egyik leggyakrabban használt spanyol eredetű szó a halaknál például a barracuda.
Még említésre méltó az akkori mindennapi életben gyakran használt kifejezések közül a lasso, corral vagy maga a ranch.

## Helyesírás
A következő fejezetek a brit és az amerikai angol közti különbséget tárgyalják.
A helyesírás leegyszerűsítésében Noah Websternek volt nagy szerepe, aki javaslatokat terjesztett elő, miképp lehetne az amerikai angol egyszerűbb és észszerűbb. A javaslatok egy részét elfogadták, de voltak javaslatok, amelyeket elutasítottak.

### -our és -or
Webster egyik első javaslata az volt, hogy az /ə/-nek ejtett -our végződésű szavakból vegyék ki az u-t. Az amerikai helyesírás szerint a color, honor vagy labor szavakban – a brit írásmóddal szemben – nincsen u.

### -re és -er
Az olyan szavak mint például a centre vagy metre félrevezetőek és gyakran elhibázták, mert a kiejtés szerint nem -re-t mondanak hanem -er-t. Ezeknek a szavaknak az amerikai megfelelője center és meter. A mesterségek neve viszont a brit angolban is mindig -er-re végződik: teacher, butcher, player stb.

### -ae és -e
A latinból jött -ae kapcsolat nem maradt meg az amerikai angolban. Az encyclopaedia helyett az amerikai angol encyclopedia-t ír. Betegségek nevében is előfordulnak -ae vagy -oe betűkapcsolatok, amelyek -e-re illetve -o-ra egyszerűsödnek. Erre jó példa a Diarrhoea, ami az amerikai angolban diarrhea.

### -ce és -se
Az esetek nagy részénél a -ce végződésű szavak -se végződést kapnak az amerikai angolban. Defence és defense, vagy pretence és pretense

### -ise és -ize
Azok a melléknévből képzett igék, amelyeket általában -ise végződéssel használnak a brit angolban, -ize-re végződnek az amerikai angolban. Ilyen például a realise, ami realize lesz. Annak ellenére, hogy Angliában elsősorban az -ise végződést használják, hiba az -ize helyesírást amerikanizmusnak tekinteni – többek között olyan tekintélyes angol források is az -ize-t részesítik előnyben, mint az Oxford English Dictionary. Vannak továbbá olyan igék, amik a brit angolban is mindenképpen -ize-re végződnek (például seize, capsize)
Megjegyzés: Ez az eltérés -yse és -yze végződéseknél is megfigyelhető. Ilyen például az analyse és analyze. Az -yze végződést kizárólag Észak-Amerikában használják.

## Nyelvtan

### Present Perfect és Past Simple
Egy igen jellemző vonás az amerikai angolban, hogy a Present Perfect alakot kerüli és a Past Simple-t használja helyette. Természetesen a Present Perfect brites változata is érthető egy amerikai számára, de az amerikai anyanyelvi beszélő egyszerűbbnek tartja, hogy azt hangsúlyozza ki, hogy valami megtörtént, minthogy az még mindig valamilyen formában jelen van. A Present Perfect csak akkor üti ki a Past Simple-t, amikor a jelentés szempontjából nem mindegy, hogy melyik igeidőt használjuk. Lásd: I have lived here for ten years és I lived here for ten years. Azonban, ahol a jelentés nem változik, inkább a Past Simple-t használják. I have opened the door és I opened the door, hiába áll még az az ajtó nyitva.

### Have és take
Bizonyos kifejezések, leginkább hétköznapi kifejezések, a have ige helyett a take-kel képződnek. Ilyen például a take a break vagy take a bath, ami a brit angolban have a break illetve have a bath.

### Have you, do you have és have got
Az amerikai angol kerüli a Have you…-val kezdődő birtoklásra utaló kérdéseket és inkább helyettesíti a Do you have…-vel. Ha a brit angolban kérdezünk Do you have-vel, például Do you have bread at home?, akkor az általánosságra feltett kérdés, vagyis itt azt jelenti, „van-e általában otthon (nálad, nálatok) kenyér?” A have you got főleg brit angolban használatos, azonban előfordul néhány amerikai dialektusban is.
Megjegyzés: A you szó természetesen bármelyik másikkal is helyettesíthető, az egyszerűség kedvéért ezt használtuk a példában.

### Múlt idejű alakok
Általában a brit angolban -t-re végződő rendhagyó igék az amerikai angolban nem rendhagyó módon végződnek, így szabályosan képezzük a learned, spelled és a dreamed alakokat. Az amerikai angol nyelvben a get harmadik alakja gotten, míg britben a gottá rövidült. A gotten archaikusan hat.

### Really és real
A really-t abban az értelemben, hogy „valódi, valójában” általában real-lel fejezik ki az amerikai angolban. He is really nice-ból he is real nice lesz. Azoknál a mondatoknál vigyázzunk, ahol a really vagy real nem mint minősítés van jelen. Itt az amerikai angol is really-t használ. Did you really find what you were looking for?, mindkét változatban.

### Egyes, többes számú alakok
A brit angolban, olyan főneveknél, amelyek bizonyos embercsoportokat jelölnek (team, staff, government vagy group), vonzhatnak maguk után többes számot, ha nem magáról a csoportosulásról beszélünk, hanem azokról a személyekről, akik oda tartoznak. The team are skillful. Ez a mondat azt mondja el, hogy a csapatban játszó emberek tehetségesek, viszont ha azt mondjuk, hogy the team has lost the match, azzal azt értjük, hogy nem maguk a játékosok vesztették el a meccset (egyenként), hanem csapatként. Az amerikai angolban ez nem így van, ők egyszerűen mindig egyes számot használnak. Ha külön ki akarják hangsúlyozni, hogy magukról a játékosokról van szó, akkor az a mondat fog valószínűleg megszületni, hogy the team members are skillful.
Megjegyzés: Azonban a police után az amerikai angol is mindig többes számot használ. The police are hunting you.